# Lepidocyclinidae
Lepidocyclinidae es una familia de foraminíferos bentónicos de la superfamilia Asterigerinoidea, del suborden Rotaliina y del orden Rotaliida. Su rango cronoestratigráfico abarca desde el Luteciense (Eoceno medio) hasta la Burdigaliense (Mioceno inferior).

## Clasificación
Lepidocyclinidae incluye a las siguientes subfamilias y géneros:
- Subfamilia Helicolepidininae
  - Eulinderina †
  - Helicolepidina †
  - Helicostegina †
  - Helicosteginopsis †
  - Nephrolepidina †
  - Polylepidina †
- Subfamilia Lepidocyclininae
  - Astrolepidina †
  - Caudriella †
  - Eulepidina †
  - Lepidocyclina †
  - Pseudolepidina †
  - Trybliolepidina †

Otros géneros considerados en Lepidocyclinidae son:
- Amphilepidina † de la subfamilia Lepidocyclininae, considerado subgénero de Lepidocyclina, Lepidocyclina (Amphilepidina), y aceptado como Nephrolepidina
- Cyclolepidina † de la subfamilia Helicolepidininae, aceptado como Nephrolepidina
- Cyclosiphon † de la subfamilia Lepidocyclininae, aceptado como Lepidocyclina
- Eolepidina † de la subfamilia Helicolepidininae, considerado subgénero de Eulinderina, Eulinderina (Eolepidina)
- Helicocyclina † de la subfamilia Helicolepidininae, aceptado como Helicolepidina
- Helicolepidinoides † de la subfamilia Helicolepidininae, aceptado como Helicostegina
- Isolepidina † de la subfamilia Lepidocyclininae, considerado subgénero de Lepidocyclina, Lepidocyclina (Isolepidina), y aceptado como Lepidocyclina
- Isorbitoina † de la subfamilia Helicolepidininae, aceptado como Nephrolepidina
- Margaritella † de la subfamilia Lepidocyclininae, sustituido por Caudriella
- Multicyclina † de la subfamilia Lepidocyclininae, considerado subgénero de Lepidocyclina, Lepidocyclina (Multicyclina)
- Multilepidina † de la subfamilia Lepidocyclininae, considerado subgénero de Lepidocyclina, Lepidocyclina (Multilepidina), y aceptado como Nephrolepidina
- Neolepidina † de la subfamilia Helicolepidininae, aceptado como Nephrolepidina
- Orbitoina † de la subfamilia Lepidocyclininae, aceptado como Pliolepidina
- Pliolepidina † de la subfamilia Lepidocyclininae, considerado subgénero de Lepidocyclina, Lepidocyclina (Pliolepidina)
- Polyorbitoina † de la subfamilia Helicolepidininae, aceptado como Polylepidina
- Triplalepidina † de la subfamilia Helicolepidininae, aceptado como Nephrolepidina
- Pliorbitoina † de la subfamilia Lepidocyclininae, aceptado como Pliolepidina